# Telefilme
Telefilme, filme televisivo ou filme para televisão, é o termo utilizado na indústria cinematográfica para definir o conceito de "filme produzido para ter a sua estreia na televisão", ao contrário da maioria dos filmes, que estreiam em salas de cinema.

## O termo "telefilme"
O termo "telefilme" surgiu com a grande hegemonia da televisão na década de 1990.
Apesar de o telefilme ser um filme para televisão, não é correcto dizer que não se trata de Cinema, isto é, de um produto cinematográfico. Os telefilmes respeitam em tudo as convenções narrativas audiovisuais da linguagem cinematográfica, tanto ou tão pouco como os filmes destinados às salas de cinema. É portanto incorrecto afirmar que, ao estarmos perante um telefilme, estamos perante um produto puramente "televisivo", como um concurso ou talk-show, por exemplo.

## Conotações negativas do termo telefilme
O termo telefilme também é muitas vezes usado, dentro e fora da indústria do cinema, com conotações negativas. No entanto, essa não é uma postura profissional, séria ou rigorosa. Decorre simplesmente da fraca qualidade de muitos telefilmes, facto motivado pelo facto de, muitas vezes, por exemplo, estes filmes terem como diretor (realizador em Portugal e nos PALOP), pessoas mais inexperientes, já que os telefilmes constituem muitas vezes um terreno de lançamento para futuros diretores de filmes para cinema (isto apesar de muitos diretores experientes terem já dirigido telefilmes).
Outro motivo que pode levar a este preconceito para com os telefilmes, dentro da indústria do cinema, é o fato de serem muitas vezes produzidos com orçamentos mais reduzidos do que seria necessário para conceber um filme que fizesse jus ao seu potencial. Isto sucede porque, com um baixo orçamento, mais difícil se torna contratar profissionais experientes - diretor de fotografia, roteiristas, actores e também o já mencionado diretor. Com um orçamento baixo torna-se também impossível filmar com o cuidado que muitas vezes seria o mínimo aceitável quando se tem em vista um produto de qualidade, filmando-se apressadamente para poupar dinheiro, o que se reflete na qualidade final do produto.[carece de fontes?]